# Kojnos Macedoński
Kojnos (gr. Κοίνος) – był synem króla Macedonii Karanosa. Po śmierci ojca wstąpił na tron jako drugi król z dynastii Argeadów. Według Justyna władzę po Karanosie przejął Perdikkas I.
Według "Kroniki" Euzebiusza z Cezarei

Po nim (Karanosie) władzę przejął jego syn Kojnos który rządził przez dwadzieścia osiem lat.